# Fabio Casartelli

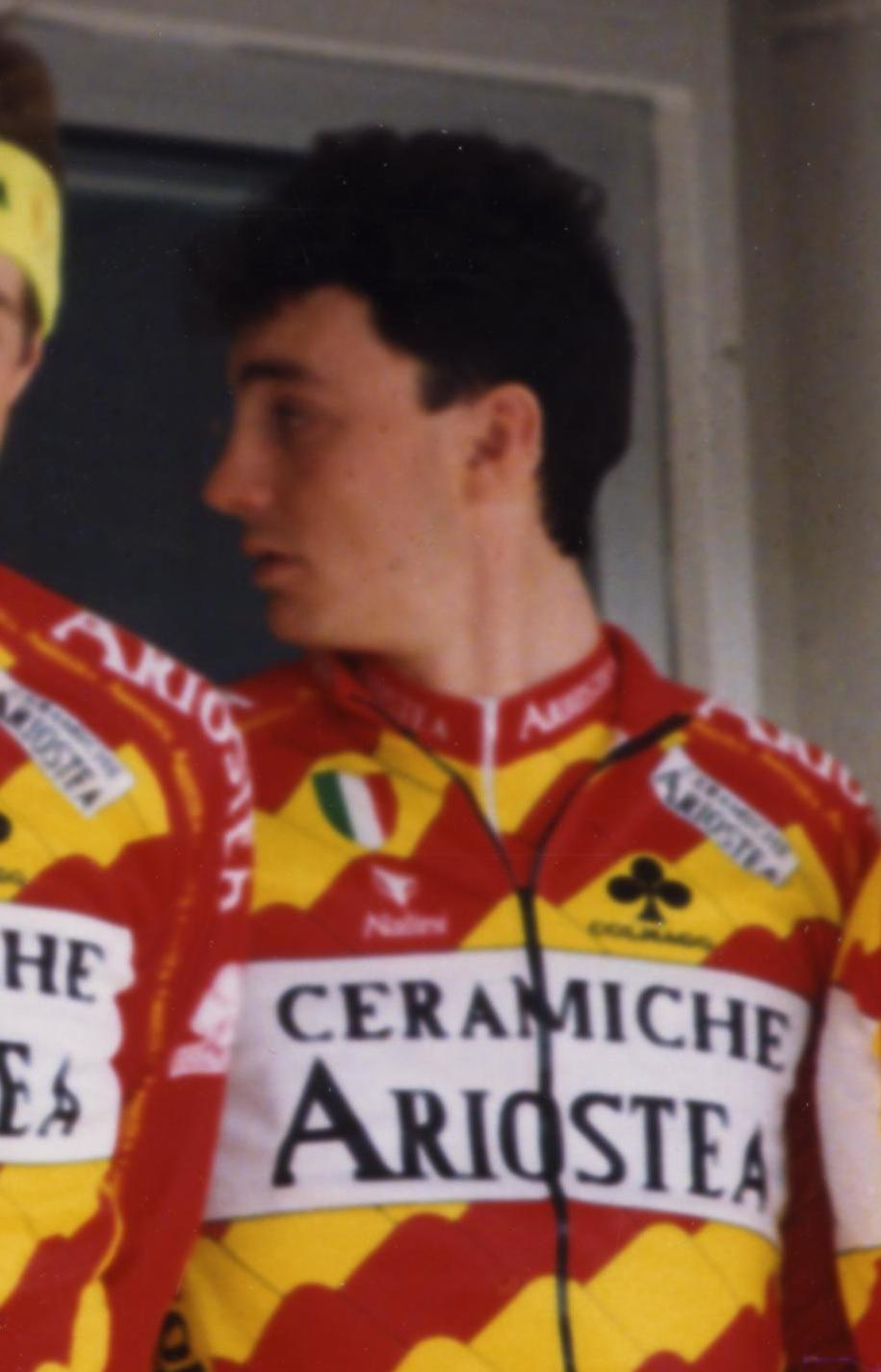
Fabio Casartelli (1993)

Fabio Casartelli (* 16. August 1970 in Como; † 18. Juli 1995 in Tarbes) war ein italienischer Radrennfahrer. Er starb durch einen Unfall bei der Tour de France 1995.

## Sportliche Laufbahn
1992 gewann Casartelli bei den Olympischen Sommerspielen in Barcelona die Goldmedaille im Straßenrennen. Er wechselte anschließend ins Profilager zum Team Ariostea. Im Jahr 1994 fuhr er für das Team ZG-Mobili, 1995 für das Team Motorola.
Im Jahr 1995 nahm Casartelli erstmals an der Tour de France teil. Am 18. Juli auf der 15. Etappe der Tour zwischen Saint-Girons und Crêtes du Lys geriet Casartelli auf der Abfahrt vom Col de Portet-d’Aspet in einen Sturz einer sechsköpfigen Ausreißergruppe, in den auch der Deutsche Dirk Baldinger, der sich das Becken brach, der Franzose Dante Rezze und der Belgier Johan Museeuw verwickelt waren. Casartelli, der keinen Fahrradhelm trug, schlug mit dem Kopf auf eine Straßenbegrenzung aus Beton auf und verlor das Bewusstsein. Dem Tour-Arzt Gérard Porte gelang es zwar, ihn wiederzubeleben, doch etwa drei Stunden später erlag Casartelli im Krankenhaus der Stadt Tarbes seinen schweren Kopfverletzungen. Auf der drei Tage später folgenden Etappe gewann sein Teamkollege Lance Armstrong die 18. Etappe der Tour und widmete seinen Sieg anschließend dem verstorbenen Casartelli.
Casartellis Todesfall war der vierte (und mit Stand 2024 letzte) Todesfall eines aktiven Fahrers in der Geschichte der Tour de France. Ihm zu Ehren wurde an der Westrampe des Col du Portet d’Aspet ein weißes Denkmal errichtet, das ein Rad sowie das Symbol der fünf olympischen Ringe zeigt.
Casartelli hinterließ eine Frau und einen Sohn.